# 永田寛定
永田 寛定（ながた ひろさだ、1885年1月1日 - 1973年8月2日）は、日本のスペイン文学者、翻訳家。

## 経歴
東京生まれ。1909年東京外国語学校西斑牙語科卒業、戦後、東京外国語大学教授を務めた。スペイン文学の翻訳、教育に尽くした。
岩波文庫で、セルバンデス『ドン・キホーテ』完訳に挑んだが、徹底的に直す翻訳作業で、行の頭にこの字が来てはいけない、といった直し方を続けたため、続編の翻訳半ばで死去、弟子の高橋正武が継いで、最終巻を刊行した。なお『ドン・キホーテ』は、弟子の会田由が先に完訳した。

## 著書
- 『太平洋の発見』（十一組出版部） 1942
- 『こがねのいしころ 聖フランチェスコの奇跡』（教育学習社） 1948
- 『イスパニヤ語 文法とその活用』（白水社） 1955
- 『ふきのとう 歌集』（永田琴） 1979

### 翻訳
- 『作り上げた利害』（ハシント・ベナベンテ、近代劇大系刊行会、近代劇大系12） 1924、のち岩波文庫 1928
- 『死刑をくふ女』（ブラスコ・イバニェス、新潮社） 1924
- 『子守唄』（マルティーネス・シエルラ、岩波文庫） 1927
- 『恐ろしき媒』（ホセ・エチェガライ、岩波文庫） 1928、のち復刊 1988ほか
- 『地中海 外三篇』（ブラスコ・イバーニェス、新潮社、世界文学全集） 1930
- 『近代劇全集 第36巻』（第一書房） 1930
  - 「伯爵夫人の驚き」(ベナベンテ）
  - 「日盛り」(セーカ）
  - 「かはいさうなフアン」(シエルラ)
  - 「太鼓と小鈴」(キンテイロ兄弟）
- 『血と砂』（ブラスコ・イバニエス、春陽堂） 1932 - 1933、のち岩波文庫 1939
- 『日本国に南米から送つた最初の使節』（ホルヘ・バイレイ・レンベツケ、秘露公使館） 1935
- 『水車小屋の兄弟』（ピーオ・バローハ、弘文堂書房） 1940
- 『上なき判官これ天子』（ローペ・デ・ベーガ、日本評論社） 1948
- 『ドン・キホーテ 正篇 1 - 3』（セルバンテス、岩波文庫） 1948 - 1951、のち改版 1971
- 『ドン・キホーテ』（セルバンテス、岩波少年文庫） 1951、のち改版 1968
- 『七つの柱』（フェルナンデス・フローレス、河出書房） 1952
- 『ドン・キホーテ 続篇 1・2』（セルバンテス、岩波文庫） 1953、1975、のち改版 1978
- 『われらの海』上・下（ブラスコ・イバーニェス、岩波文庫） 1955
- 『プラテーロとわたし』（J・R・ヒメネス、講談社、少年少女世界文学全集） 1960